# Euler-féle szám
Az Euler-féle szám (jele: e) egy matematikai állandó, amit a természetes logaritmus alapjaként használnak. Irracionális és transzcendens.
A π és a képzetes egység i mellett az e az egyik legfontosabb állandó a matematikában.
Az e szám Euler-féle számként is ismert Leonhard Euler matematikus után, de Napier-állandónak is nevezik John Napier skót matematikusnak, a logaritmusfüggvény megalkotójának tiszteletére.
Értéke 500 értékes jegyre megadva:
e = 2,7182818284590452353602874713526624977572470936999595749669676277240766303535475945713821785251664274274663919320030599218174135966290435729003342952605956307381323286279434907632338298807531952510190115738341879307021540891499348841675092447614606680822648001684774118537423454424371075390777449920695517027618386062613313845830007520449338265602976067371132007093287091274437470472306969772093101416928368190255151086574637721112523897844250569536967707854499699679468644549059879316368892300987931

## Definíció
Az e néhány ekvivalens definíciója:
- Az e az {\displaystyle \left(1+{\frac {1}{n}}\right)^{n}} végtelen sorozat határértéke:

{\displaystyle e=\lim _{n\to \infty }\left(1+{\frac {1}{n}}\right)^{n}.}
- Az e a következő végtelen sor összege:

{\displaystyle e=\sum _{n=0}^{\infty }{1 \over n!}={1 \over 0!}+{1 \over 1!}+{1 \over 2!}+{1 \over 3!}+{1 \over 4!}+\cdots }
ahol n! a faktoriálisa az n természetes számnak.
- Az e az a pozitív valós szám, amelyre

{\displaystyle \int _{1}^{e}{\frac {1}{t}}\,\mathrm {d} t={1}.}

## Tulajdonságok
Az ex exponenciális függvény az egyetlen függvény (konstanssal való szorzás erejéig), amely önmaga deriváltja, és így önmaga primitív függvénye:
{\displaystyle \left(e^{x}\right)'=e^{x}} és
{\displaystyle \int e^{x}\,dx=e^{x}+C}, ahol C konstans.
Az e irracionális (bizonyítás) és transzcendens szám (bizonyítás). Az első szám volt, amiről bebizonyították, hogy transzcendens (kivéve azokat a számokat, amiket szándékosan transzcendensre konstruáltak). A bizonyítást Charles Hermite 1873-ban végezte el. Sejtések szerint normális szám, azaz számjegyei véletlenszerűen fordulnak elő. Szerepel az Euler-képletben, amely az egyik legfontosabb matematikai azonosság:
{\displaystyle e^{ix}=\cos x+i\sin x},
Az {\displaystyle x=\pi } speciális esetet Euler-azonosságnak nevezik:
{\displaystyle e^{i\pi }=-1\,\!}
amit Richard Feynman Euler drágakövé-nek nevez.
Az e lánctört alakba fejtve egy érdekes mintát tartalmaz (A005131 sorozat az OEIS-ben), ami így írható le:
Az e hatványait kifejezhetjük a következőképpen:
Minden valós x számra teljesül az
egyenlőtlenség. (Egyenlőség egyetlen esetben, az {\displaystyle x=0} helyen áll fenn.)
Ezt {\displaystyle {\frac {x}{e}}-1={\frac {x-e}{e}}}-re alkalmazva:
amit {\displaystyle e}-vel megszorozva ezt kapjuk:
Ha x pozitív valós szám, mindkét oldalból x-edik gyököt vonva kapjuk, hogy {\displaystyle {\sqrt[{x}]{x}}\leq {\sqrt[{e}]{e}}}, más szóval pozitív x-re az {\displaystyle {\sqrt[{x}]{x}}} függvény {\displaystyle x=e}-ben éri el maximumát ({\displaystyle \approx 1.44466786101}).
A logaritmusokra vonatkozó azonosságok alapján:
{\displaystyle e=10^{\frac {\lg a}{\ln a}},}
ahol {\displaystyle a} egytől különböző pozitív szám.

## Története
John Napier logaritmusról írt művében jelentek meg az első utalások az e számra 1618-ban. A függelék nem adott közelítést magára a számra, de tartalmazott egy táblázatot a természetes logaritmusról. Ezt a táblázatot feltehetően William Oughtred készítette. Az e számot elsőként Jakob Bernoulli használta, amikor ennek a kifejezésnek az értékét kereste:
{\displaystyle \lim _{n\to \infty }\left(1+{\frac {1}{n}}\right)^{n}}
A szám első ismert alkalmazása Gottfried Wilhelm Leibniz és Christiaan Huygens levelezésében jelent meg 1690-ben és 1691-ben, ahol is b-vel jelölték. Elsőként Leonhard Euler használta az e betűt 1727-ben, és az 1736-ban megjelent Mechanicá-ban. Egyes kutatók az ezt követő években a c betűt használták, de végül az e terjedt el.
Az e betű választásának okai ismeretlenek, de egyes elméletek szerint az exponenciális szó első betűjéből ered. Egy másik elgondolás szerint ez az első magánhangzó az a után, amivel Euler egy másik számot jelölt. Ez az elgondolás nem magyarázza meg, hogy Euler miért használta ezeket a magánhangzókat. Nem valószínű, hogy a saját nevének kezdőbetűjét használta volna, hiszen nagyon szerény volt, és mindig megadta mások munkáinak a kellő tiszteletet.

## Matematikán kívüli használata
Az e az egyik leghíresebb matematikai konstans, ezért a matematikán kívül is népszerű. Néhány példa:
- 2004-ben az IPO (a Google leányvállalata) 2 718 281 828 dolláros növekedést akart.
- Donald Knuth a METAFONT verziószámait úgy állapította meg, hogy azok az e számot közelítsék. Így a verziószámok 2, 2.7, 2.71, 2.718, …
- Szintén a Google tehet egy rejtélyes hirdetőtábláról,  amely először a Szilícium-völgyben, majd a Massachusetts állambeli Cambridge-ben jelent meg, amely így szólt {az első tízjegyű prímszám, amely az e egymást követő számjegyeiben található}.com. Aki megoldotta a feladatot és meglátogatta a megjelölt weblapot, egy sokkal nehezebb megfejtendő feladatot talált. (Az első tízjegyű prímszám, amely az e számjegyeiben előfordul, a 7427466391, amely meglepő módon csak a 101. számjegynél kezdődik.)  Archiválva 2007. május 29-i dátummal a Wayback Machine-ben
- A neper (Np) mértékegység, ami két szám arányát adja meg, e-alapú logaritmust használ (ellentétben a decibel 10-es alapjával). Felhasználása: nyomás, térerősség, jelszint stb.[2]

{\displaystyle A=\log _{e}{\frac {U_{2}}{U_{1}}}\ [Np]} ; {\displaystyle A={\frac {1}{2}}\cdot \log _{e}{\frac {P_{2}}{P_{1}}}\ [Np]}